# スダメリカラグビー・チャンピオンシップ2025
スダメリカラグビー・チャンピオンシップ2025（Sudamérica Rugby Championship 2025）は、ラグビーワールドカップ2027（オーストラリア大会）の南アメリカ地域の予選大会である。スダメリカとは、スペイン語で南アメリカのこと。

## 概要
アルゼンチン以外の8チームがそれぞれのシード権により出場する。最終トーナメントは4チームで競われ、ホームとアウェーを変えた2試合ずつで、勝ち抜きトーナメントを行う。
ラグビーワールドカップ2027の出場国数が 20から24に増やされ、以下のように最大3チームに出場の可能性がある。
- 優勝チームは、ワールドカップ2027の出場権を獲得する。
- 準優勝チームは、「南アメリカ・パシフィック プレーオフ」に進み、勝利すればワールドカップ2027の出場権を獲得する。
- 3位チームは、ドバイで行われる「最終予選」4チームのうちの1つに入り、優勝すればワールドカップ2027の出場権を獲得する。

## 参加国
順位は、それぞれの予選初参加時点のワールドラグビーランキング。
| チーム       | 順位 | 予選 初参加日 | 参加する予選                                                                     |
| ------------ | ---- | ------------- | -------------------------------------------------------------------------------- |
| コスタリカ   | 93   | 2024年9月25日 | ラウンド1（下位予選）から参加                                                    |
| ペルー       | 80   | 2024年9月25日 | ラウンド1（下位予選）から参加                                                    |
| ベネズエラ   | 78   | 2024年9月25日 | ラウンド1（下位予選）から参加                                                    |
| コロンビア   | 42   | 2024年9月25日 | ラウンド1（下位予選）から参加                                                    |
| パラグアイ   | 41   | 2024年8月18日 | ラウンド2（上位予選）から参加                                                    |
| ブラジル     | 29   | 2024年8月18日 | ラウンド2（上位予選）から参加                                                    |
| チリ         | 22   | 2024年9月28日 | ラウンド2（上位予選）から参加                                                    |
| ウルグアイ   | (17) | 2025年7月26日 | ラウンド4（最終トーナメント）から参加                                            |
| アルゼンチン | (6)  | 予選不参加    | ワールドカップ2023で12位以内（最終4位）のため、 ワールドカップ2027出場権を持つ。 |

## 対戦結果

### ラウンド1：予選第1フェーズ（下位予選）
出典：
|  | 準決勝（2024年9月25日） | 準決勝（2024年9月25日） | 準決勝（2024年9月25日） |  |  | 決勝（2024年9月29日）      | 決勝（2024年9月29日）      | 決勝（2024年9月29日）      |              |
|  |                         |                         |                         |  |  |                            |                            |                            |              |
|  | 80位                    | ペルー                  | 15                      |  |  |                            |                            |                            |              |
|  | 78位                    | ベネズエラ              | 27                      |  |  |                            |                            |                            |              |
|  |                         |                         |                         |  |  |                            | ベネズエラ                 | 5                          |              |
|  |                         |                         |                         |  |  |                            | コロンビア                 | 50                         | プレーオフへ |
|  | 42位                    | コロンビア              | nbsp;136                |  |  |                            |                            |                            |              |
|  | 93位                    | コスタリカ              | 0                       |  |  | 3位決定戦（2024年9月29日） | 3位決定戦（2024年9月29日） | 3位決定戦（2024年9月29日） |              |
|  |                         |                         |                         |  |  |                            |                            |                            |              |
|  |                         |                         |                         |  |  |                            | ペルー                     | 44                         |              |
|  |                         |                         |                         |  |  |                            | コスタリカ                 | 0                          |              |

### ラウンド2：予選第2フェーズ（上位予選）
2024年8月18日・9月28日・10月6日実施。出典：
| 順位 | チーム     | チリ  | ブラジル | パラグアイ | 結果            |
| ---- | ---------- | ----- | -------- | ---------- | --------------- |
| 1    | チリ       | ━     | 36-10    | 64-0       | ラウンド4へ進出 |
| 2    | ブラジル   | 10-36 | ━        | 77-17      | ラウンド4へ進出 |
| 3    | パラグアイ | 0-64  | 17-77    | ━          | プレーオフへ    |

### ラウンド3：プレーオフ
2024年10月16日実施。出典：
| 順位 | チーム     | パラグアイ | コロンビア | 結果            |
| ---- | ---------- | ---------- | ---------- | --------------- |
| 1    | パラグアイ | ━          | 49-18      | ラウンド4へ進出 |
| 2    | コロンビア | 18-49      | ━          |                 |

#### シード権
ウルグアイは、ラウンド3までの対戦を免除され、ラウンド4（最終トーナメント）から出場する。
| ウルグアイ | 2023年まで3大会連続でワールドカップ出場 （いずれもプール戦敗退） | ラウンド4へ進出 |

### ラウンド4：最終トーナメント
ブラジル、チリ、パラグアイ、ウルグアイ の4か国で、各対戦とも ホームとアウェーを変えて2回行う。
- 準決勝（チリ・ブラジル戦）：2025年7月19日[11]・26日[12]、準決勝（ウルグアイ・パラグアイ戦）7月26日[13]・8月23日
- 決勝：8月30日・9月6日
- 3位決定戦：10月11日・18日

|  | 準決勝 2025年7月19日・26日・8月23日 | 準決勝 2025年7月19日・26日・8月23日 | 準決勝 2025年7月19日・26日・8月23日 | 準決勝 2025年7月19日・26日・8月23日 | 準決勝 2025年7月19日・26日・8月23日 |  |      | 決勝 2025年8月30日・9月6日 | 決勝 2025年8月30日・9月6日 | 決勝 2025年8月30日・9月6日 | 決勝 2025年8月30日・9月6日 | 決勝 2025年8月30日・9月6日 |
|  |                                     |                                     |                                     |                                     |                                     |  |      |                            |                            |                            |                            |                            |
|  | ブラジル                            | ブラジル                            | 21                                  | 20                                  | 41                                  |  |      |                            |                            |                            |                            |                            |
|  | チリ                                | チリ                                | 35                                  | 35                                  | 70                                  |  |      |                            |                            |                            |                            |                            |
|  |                                     |                                     |                                     |                                     |                                     |  | チリ |                            |                            |                            |                            |                            |
|  |                                     |                                     |                                     |                                     |                                     |  |      |                            |                            |                            |                            |                            |
|  | パラグアイ                          | パラグアイ                          | 0                                   |                                     |                                     |  |      |                            |                            |                            |                            |                            |
|  | ウルグアイ                          | ウルグアイ                          | 38                                  |                                     |                                     |  |      |                            |                            |                            |                            |                            |

|  | 3位決定戦 2025年10月11日・18日 |  |  |  |  |
|  |                                |  |  |  |  |
|  | ブラジル                       |  |  |  |  |
|  |                                |  |  |  |  |